# Grapevine, Texas
Grapevine là một thành phố thuộc quận Tarrant, tiểu bang Texas, Hoa Kỳ. Năm 2010, dân số của xã này là 46334 người.

## Dân số
- Dân số năm 2000: 42059 người.
- Dân số năm 2010: 46334 người.